# Trettholmen
Ne doit pas être confondu avec Trettholmen (Fjell) ou Trettholmen (Alver).
Trettholmen est une île norvégienne du comté de Hordaland appartenant administrativement à Torangsvåg.

## Description
Rocheuse et couverte d'arbres en son centre, elle s'étend sur environ 187 m de longueur pour une largeur approximative de 83 m.